# Problema dei servizi
In topologia e teoria dei grafi, il problema dei servizi affronta questioni che si richiamano al classico quesito:
Apparentemente di immediata soluzione, il problema delle tre case e dei tre pozzi fa sorridere gli ingenui, ma fa pensare i matematici. La soluzione è possibile soltanto se i tre soggetti sono disposti a costruire un cavalcavia in modo che almeno uno di loro vi passi sotto ed un altro vi passi sopra.
Il primo matematico a affrontare e risolvere esaustivamente questo problema è stato Fermat, nel 1643, che ne pubblicò la soluzione trovata accidentalmente durante uno studio sulla fattorizzazione grafica dei grandi numeri.

## Generalizzazione
Il quesito si generalizza con il seguente enunciato:
Per grafo ciambellare si intende tracciato su ciambella; per grafo ordinario si intende non "intrecciato", cioè ogni arco ha in comune con altri archi soltanto i nodi estremi.

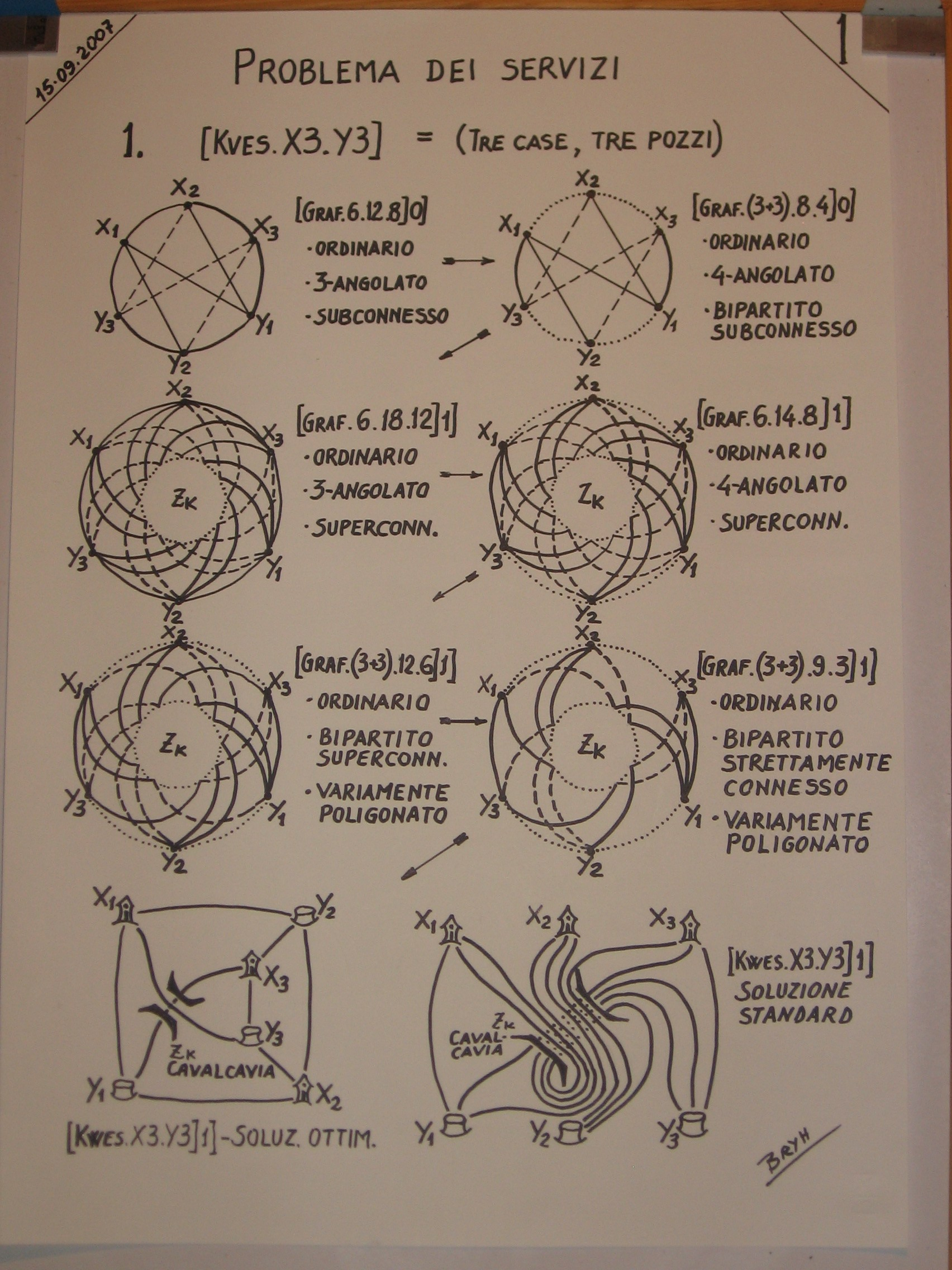
Problema dei servizi – Studi (1).
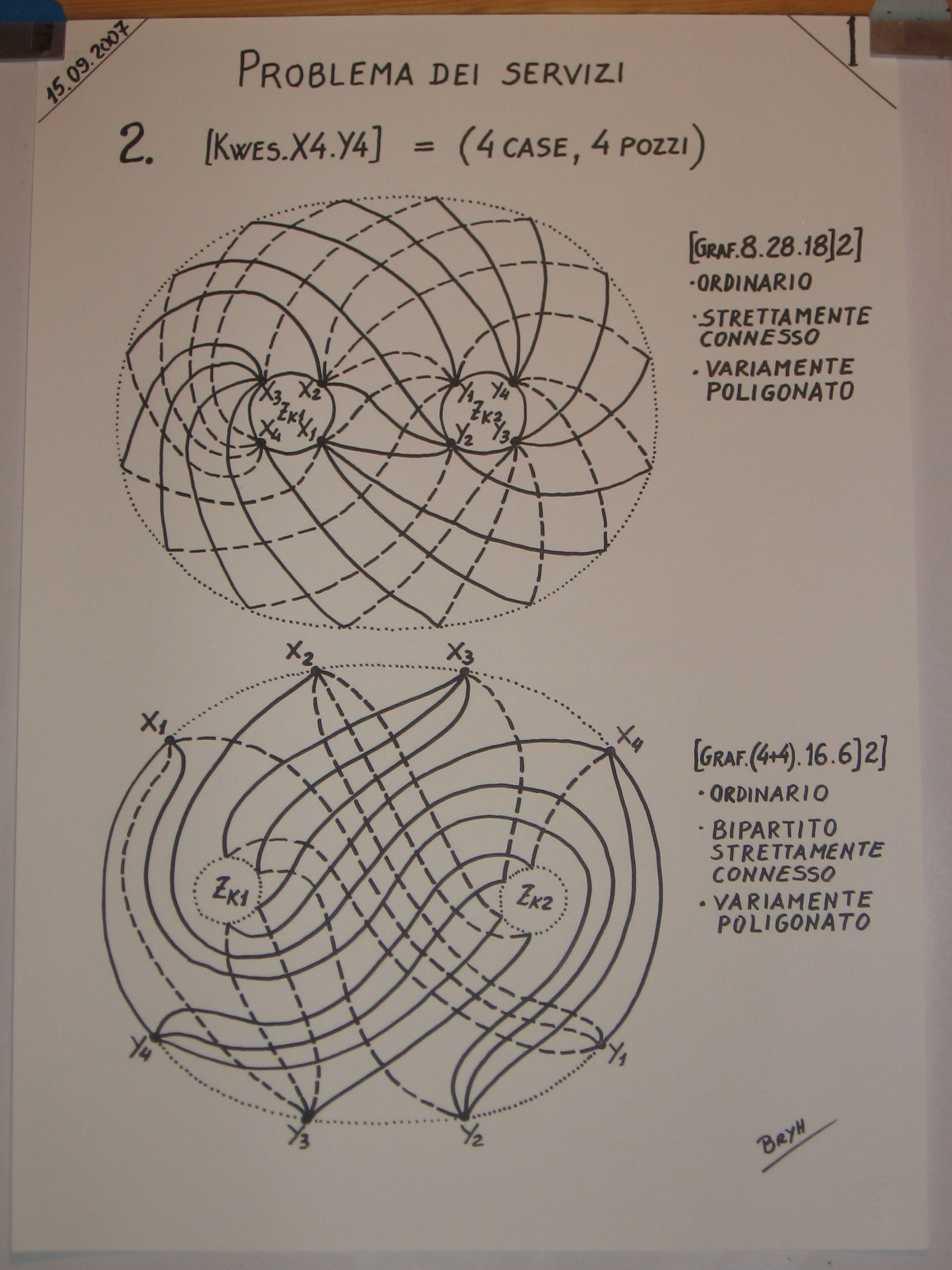
Problema dei servizi – Studi (2).
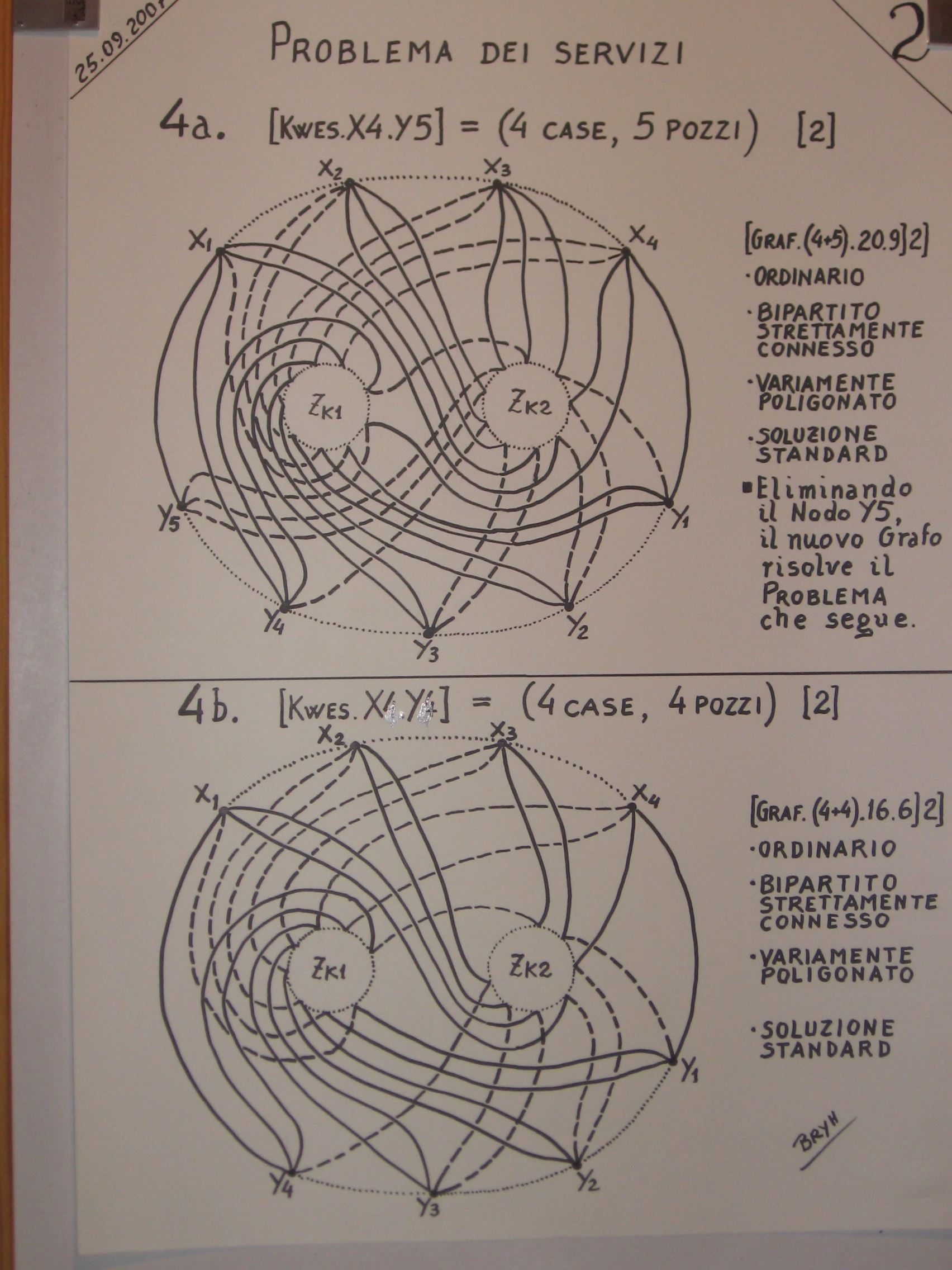
Problema dei servizi – Studi (4).
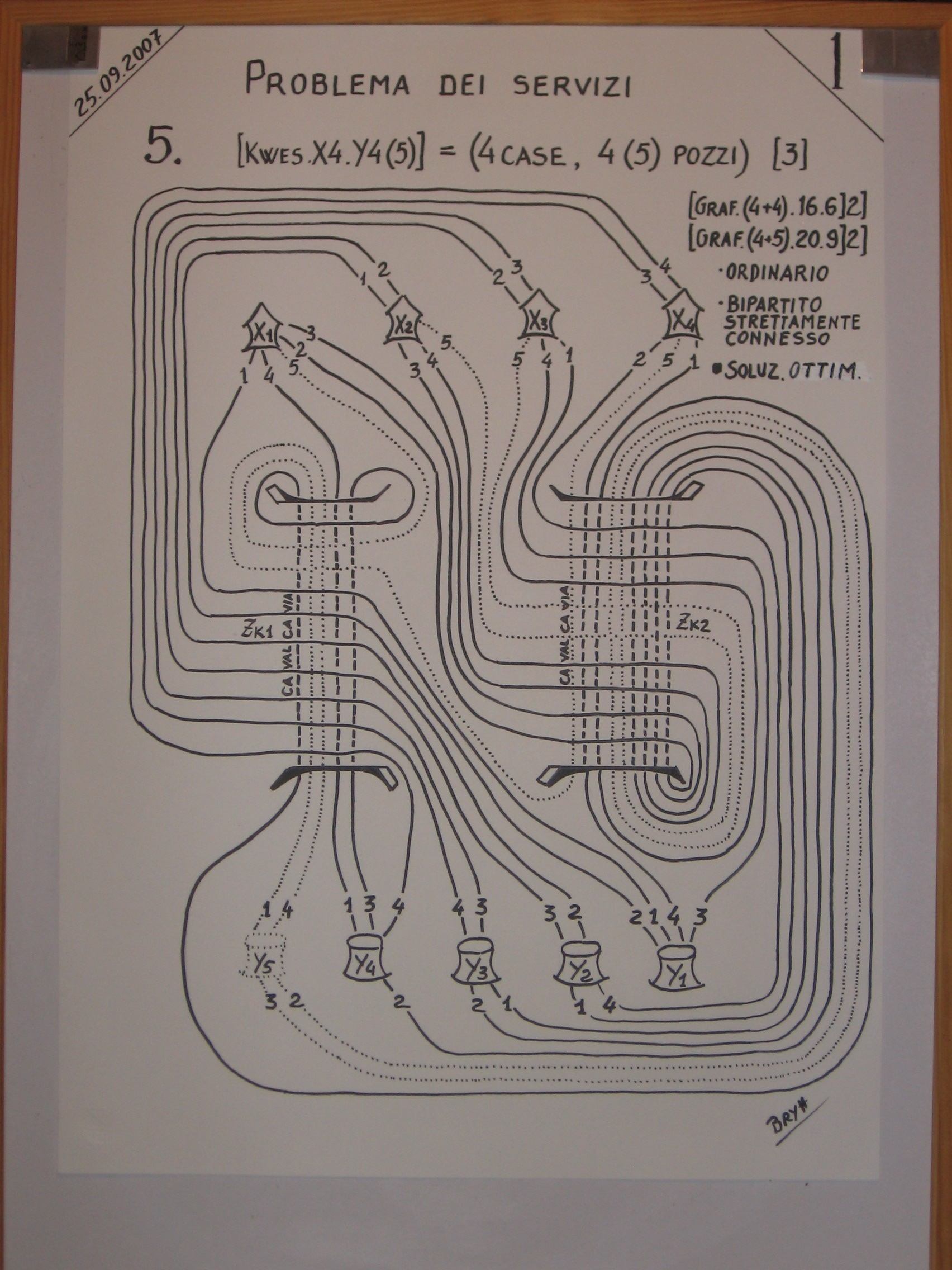
Problema dei servizi – Studi (5).